# 카이날여우박쥐
카이날여우박쥐(Pteropus keyensis)는 큰박쥐과에 속하는 박쥐의 일종이다. 왕박쥐속에 포함되며, 인도네시아 카이 제도에서 발견된다. 이전에는 검은수염날여우박쥐의 아종으로 간주했다. 서식지와 멸종 위협 요인 등 알려진 정보가 거의 없다.